# متحف الحوطة (لحج)
متحف الحوطة بمحافظة لحج ، افتتح في 1984 م وفي أحد قصور سلاطين لحج

## أقسام المتحف
هو متحف صغير للآثار القديمة والإسلامية إلى جانب العادات والتقاليد، والاسلحة التقليدية.